# بيدرو كيويستا
بيدرو كيويستا (بالإسبانية: Pedro Cuesta)‏ هو راكب الكنو إسباني، ولد في 23 مارس 1945.

## وصلات خارجية
- بيدرو كيويستا على موقع أوليمبيديا (الإنجليزية)